# Newport Authority
Albums de Marco Polo
Port Authority
(2007) Double Barrel
(2009)
Newport Authority est une compilation du rappeur/producteur canadien Marco Polo, sortie le 15 mai 2007. 

## Liste des titres
| No  | Titre                                 | Interprète(s)                   | Durée |
| --- | ------------------------------------- | ------------------------------- | ----- |
| 1.  | Newport Authority Intro               | Marco Polo                      | 0:55  |
| 2.  | How I Get Down (Remix)                | Skoob                           | 3:53  |
| 3.  | 1 Call                                | Special Teamz                   | 3:23  |
| 4.  | Masta Ace Interlude                   | Masta Ace                       | 0:20  |
| 5.  | Do It Man                             | Masta Ace                       | 2:30  |
| 6.  | The Radar (Port Authority Exclusive)  | Large Professor                 | 4:47  |
| 7.  | Veteran                               | Grand Daddy I.U.                | 3:01  |
| 8.  | Good God Interlude                    | Torae                           | 1:24  |
| 9.  | Hood Tales (Port Authority Exclusive) | Kool G Rap et D.V. Alias Khrist | 4:03  |
| 10. | He Gave His Life                      | Boot Camp Clik                  | 4:49  |
| 11. | Hate All You Want                     | Boot Camp Clik                  | 3:25  |
| 12. | The Growler                           | Brooklyn Academy                | 3:40  |
| 13. | O.C. Interlude                        | O.C.                            | 0:26  |
| 14. | Block Shit                            | Skyzoo                          | 2:55  |
| 15. | War (Port Authority Exclusive)        | Kardinal Offishall              | 3:55  |
| 16. | U Must                                | O Dot Allstars                  | 3:47  |
| 17. | Casualty                              | Torae                           | 3:46  |
| 18. | Supernatural Interlude                | Supernatural                    | 0:14  |
| 19. | What Happened to the Game             | Rasco                           | 3:33  |
| 20. | Not a Fucking Game (Interlude)        | Marco Polo                      | 0:26  |
| 21. | Not a Game                            | Block McCloud                   | 4:15  |
| 22. | Brand Nubian (Interlude)              | Brand Nubian                    | 0:20  |
| 23. | If You                                | Sadat X                         | 3:48  |
| 24. | Swordfish (Remix)                     | Pumpkinhead                     | 2:54  |
| 25. | Yeah                                  | Boot Camp Clik                  | 4:17  |
| 26. | Exclusive                             | Pumpkinhead                     | 3:13  |